# Rainui Aroita
Rainui Aroita (25 gennaio 1994) è un calciatore francese nato a Tahiti, difensore dell'A.S. Tamarii Faa'a.

## Carriera

### Club
Nella stagione 2012-2013 ha segnato un gol nel campionato thiaitiano.

### Nazionale
Ha esordito nella nazionale maggiore nel 2013 nelle qualificazioni al Campionato mondiale di calcio 2014 contro la Nuova Caledonia. Successivamente viene convocato per la Confederations Cup nella quale però non scende mai in campo.
Dopo circa 8 anni di assenza è tornato in campo con la sua nazionale in occasione della Coppa d'Oceania 2024.